# فيل مور
فيل مور (بالإنجليزية: Phil Moore)‏ هو عازف جاز أمريكي، ولد في 20 فبراير 1918 في بورتلاند في الولايات المتحدة، وتوفي في 13 مايو 1987 في لوس أنجلوس في الولايات المتحدة.

## وصلات خارجية
- فيل مور على موقع IMDb (الإنجليزية)
- فيل مور على موقع ميوزك برينز (الإنجليزية)
- فيل مور على موقع أول ميوزيك (الإنجليزية)
- فيل مور على موقع ديسكوغز (الإنجليزية)
- فيل مور على موقع قاعدة بيانات الفيلم (الإنجليزية)